# Soulmates
Soulmates è una serie televisiva statunitense, creata da William Bridges e Brett Goldstein.
Si tratta di una serie antologica, in quanto scenari e personaggi sono diversi in ogni episodio. La fiction, ambientata nel futuro, ma in realtà ispirata al mondo di oggi, è incentrata sui problemi di attualità e sulle sfide poste dall'introduzione di una tecnologia che può individuare l'anima gemella di ogni individuo.

## Trama
Soulmates è ambientata circa 15 anni nel futuro, quando un'azienda chiamata Soul Connex ha sviluppato un test in grado di determinare l'anima gemella con una precisione del 100%. In caso di esito positivo del test si scopre il nome della propria anima gemella e si può decidere se incontrarla, qualora anch'ella abbia fatto il test. La serie esplora attraverso episodi antologici se l'amore sia un destino o una scelta. 

## Episodi
| Stagione       | Episodi | Prima TV USA | Pubblicazione Italia |
| -------------- | ------- | ------------ | -------------------- |
| Prima stagione | 6       | 2020         | 2021                 |

## Personaggi e interpreti
- Nikki (episodio 1), interpretata da Sarah Snook, doppiata da Benedetta Degli Innocenti.
- Franklin (episodio 1), interpretato da Kingsley Ben-Adir.
- Jennifer (episodio 1), interpretata da Dolly Wells, doppiata da Claudia Catani.
- Rose (episodio 1), interpretata da Anna Wilson-Jones.
- Adele (episodio 1), interpretata da Emily Bevan.
- David Maddox (episodio 2), interpretato da David Costabile, doppiato da Franco Mannella.
- Sarah Maddox (episodio 2), interpretata da Karima McAdams, doppiata da Selvaggia Quattrini.
- Allison Jones (episodio 2), interpretata da Sonya Cassidy.
- Walter Gaskell (episodio 2), interpretato da Henry Goodman, doppiato da Gianni Giuliano.
- Libby (episodio 3), interpretata da Laia Costa, doppiata da Letizia Scifoni.
- Miranda (episodio 3), interpretata da Georgina Campbell.
- Adam (episodio 3), interpretato da Shamier Anderson, doppiato da Daniele Raffaeli.
- Mateo (episodio 4), interpretato da Bill Skarsgård, doppiato da Emiliano Coltorti.
- Jonah (episodio 4), interpretato da Nathan Stewart-Jarrett, doppiato da David Chevalier.
- Natalia (episodio 4), interpretata da Fátima Molina.
- Martha (episodio 5), interpretata da Malin Åkerman.
- Kurt Shepard (episodio 5), interpretato da Charlie Heaton, doppiato da Federico Campaiola
- Heather (episodio 5), interpretata da Charlotte Spencer.
- Travis (episodio 5), interpretato da Joe Anderson.
- Fratello Samson (episodio 5), interpretato da Steven Mackintosh, doppiato da Oreste Baldini.
- Caitlin Jones (episodio 6), interpretata da Betsy Brandt, doppiata da Francesca Fiorentini.
- Nathan (episodio 6), interpretato da JJ Feild, doppiato da Francesco Pezzulli.
- Doug (episodio 6), interpretato da Tom Goodman-Hill.

## Distribuzione
È trasmessa in prima visione su AMC dal 5 ottobre 2020 e in Italia è distribuita da Prime Video dall'8 febbraio 2021. Ad agosto 2020 è stata rinnovata per una seconda stagione, ancor prima del suo debutto. Tuttavia nel febbraio 2023, la serie è stata cancellata.